# Till Adam Brombergs minne
Till Adam Brombergs minne (även kallat Adamspriset) var ett kulturpris instiftat av Brombergs förlag år 2000. Priset utdelades årligen till och med 2012 och skulle tillfalla "en person, en organisation eller en institution som med entusiasm, engagemang och idérikedom arbetar för boken och läsandet". Adam Bromberg grundade Brombergs Bokförlag 1975 och var verksam som bokförläggare fram till sin död 1993. Prissumman var på 50 000 kr.

## Pristagare
- 2000 – Christina Monthan Axelsson
- 2001 – Stewe Claeson
- 2002 – Lars Burstedt och Mats Wahl
- 2003 – Bengt Berg och Mathias Engdahl
- 2004 – Bok & Bibliotek
- 2005 – Anders Bodegård
- 2006 – Bengt Göransson och Ingemar Fasth
- 2007 – Yrsa Stenius
- 2008 – Carl Otto Werkelid
- 2009 – Katarina Ewerlöf, Krister Henriksson, Per Myrberg, Stina Rautelin och Helge Skoog
- 2010 – Martina Lowden
- 2011 – Bokhora
- 2012 – Jenny Lindh